# Kenorland
Kenorland foi um dos supercontinentes mais antigos da Terra. Acredita-se que ele foi formado durante o Éon Arqueano, mais específicamente no Neoarqueano, a aproximadamente 2700 milhões de anos, devido ao aparecimento dos volumes de terra do neo-arqueano.